# 塞尔蒂约
塞尔蒂约（法語：Certilleux，法語發音：[sɛʁtijø]）是法国大東部大區孚日省的一个市镇，属于讷沙托区。该市镇2009年时的人口为208人。

## 人口
塞尔蒂约人口变化图示
| 数据来源：INSEE |